# NGC 6843
NGC 6843 је група звезда у сазвежђу Орао која се налази на NGC листи објеката дубоког неба.
Деклинација објекта је + 12° 9' 52" а ректасцензија 19h 56m 6,0s. Привидна величина (магнитуда) објекта NGC 6843 износи 13,1.